# اگنس مارشال
اگنس برتا مارشال (انگلیسی: Agnes Marshall; ۲۴ اوت ۱۸۵۲– ۲۹ ژوئیهٔ ۱۹۰۵) سرآشپز مشهور، مخترع و کارآفرین اهل پادشاهی متحد بریتانیای کبیر و ایرلند بود. مارشال تاجری برجسته در زمان خود بود. او به‌ویژه برای کارهایش بر روی بستنی و سایر دسرهای یخ‌زده معروف بود، که در انگلستان ویکتوریایی لقب «ملکه یخ‌ها» را برای او به ارمغان آورد. مارشال در زمانی که بستنی هنوز یک خوراکی جدید بود به عنوان مخترع بستنی قیفی در نظر گرفته می‌شود، بستنی را در انگلستان و جاهای دیگر رایج کرد. مارشال از طریق کار خود ممکن است تا حد زیادی مسئول ظاهر و محبوبیت بستنی امروزی باشد.
مشخص نیست که مارشال اولین بار کی و کجا آشپزی را یادگرفت. اسناد و نوشته‌های کمی که بعداً منتشر شد، به آموختن او از سرآشپزهای انگلستان، فرانسه و اتریش اشاره می‌کنند. او کار خود را در سال ۱۸۸۳ از طریق تأسیس مدرسه آشپزی مارشال آغاز کرد، که غذاهای پیشرفته انگلیسی و فرانسوی را تدریس می‌کرد و به یک مدرسه آشپزی مشهور تبدیل شد. مارشال چهار کتاب آشپزی نوشت که با استقبال خوب مواجه شد. دو تای آنها به بستنی و دسرهای دیگر اختصاص داشت. مارشال به همراه همسرش آلفرد، مشاغل مختلفی را اداره می‌کردند. از سال ۱۸۸۶ به بعد او مجله خود را به نام Table منتشر کرد که شامل دستور العمل‌های هفتگی و گاه مقالاتی توسط مارشال در مورد موضوعات مختلف بود. مارشال علاقه شدیدی به فناوری داشت. او اولین پذیرنده فن‌آوری‌های جدید بود، مکرراً در مورد پیش‌بینی‌های خود دربارهٔ آینده می‌نوشت و چندین وسیله جدید اختراع کرد.
اگرچه مارشال یکی از مشهورترین آشپزهای زمان خود و یکی از برجسته‌ترین نویسندگان آشپزی عصر ویکتوریا بود، اما پس از مرگش به سرعت در ابهام فرورفت و تا حد زیادی فراموش شد تا اینکه بار دیگر در اواخر سده بیستم به شهرت رسید. فناوری ابداع شده یا مفهوم‌سازی شده توسط مارشال، از جمله یخچال فریزر بستنی او و ایده ساخت بستنی با استفاده از نیتروژن مایع، از آن زمان دوباره محبوب شده‌است.

## زندگی
سال‌ها اعتقاد بر این بود که اگنس برتا اسمیت در ۲۴ اوت ۱۸۵۵ در والتامستو، اسکس زاده شده و دختر جان اسمیت، که به عنوان منشی کار می‌کرد، و همسرش سوزان بود. تحقیقات اخیر نشان داده‌است که او سه سال بزرگتر از آن چیزی بود که ادعا می‌کرد. و گواهی تولد او نشان می‌دهد که او در واقع در ۲۴ اوت ۱۸۵۲ در هاگرستون، در شرق لندن، به عنوان اگنس بیر اسمیت، دختر نامشروع سوزان اسمیت به دنیا آمد.
تولد او به روش مرسوم برای تولدهای نامشروع با نام خانوادگی مادرش ثبت شد و نام پدر، «بیر»، به عنوان نام اضافی به ثبت رسید. او توسط مادربزرگ مادری‌اش، سارا اسمیت، در والتامستو بزرگ شد و در سرشماری ۱۸۶۱ می‌توان یافت که در آنجا زندگی می‌کرده‌است. مادرش سوزان سه فرزند نامشروع دیگر با مردی به نام چارلز ولز داشت: مری سارا ولز اسمیت (۱۸۵۹)، جان آزبورن ولز اسمیت (۱۸۶۳) و آدا مارتا ولز اسمیت (۱۸۶۸). سوزان و چارلز ولز در سال ۱۸۶۹ ازدواج کردند و فرزندان پس از آن نام خانوادگی اسمیت را کنار گذاشتند.
هیچ چیز از نحوه آموزش او مشخص نیست. طبق مقاله‌ای که بعداً در Pall Mall Gazette منتشر شد، او از کودکی مطالعه کاملی در مورد آشپزی انجام داده و در پاریس و با سرآشپزهای مشهور وین تمرین کرده‌است. مارشال در مقدمه اولین کتاب خود نوشت که «آموزش و درس‌های عملی را طی چندین سال از مقامات برجسته انگلیسی و قاره ای دریافت کرده‌است». این امر بعید به نظر می‌رسد، زیرا از یک خانواده فقیر و پیشینه ضعیف در شرق لندن می‌آید و گواهی تولد ۱۸۷۸ برای دخترش اتل، او را به عنوان یک خدمتکار خانه توصیف می‌کند. او احتمالاً هجده ساله بوده که در والتامستو به دنیا آمده و در سرشماری سال ۱۸۷۱ به عنوان خدمتکار آشپزخانه کار می‌کرده‌است.
در آوریل ۱۸۷۸، اگنس بیر اسمیت، خدمتکار خانه، دختری به نام اتل دویل اسمیت در دالستون به دنیا آورد و شناسنامه ان نشان می‌دهد که نام پدر، دویل، و نه آنطور که عموماً تصور می‌شود، شوهر آینده‌اش است. چند ماه بعد، در ۱۷ اوت ۱۸۷۸، او با آلفرد ویلیام مارشال، پسر سازنده ای به نام توماس مارشال، در کلیسای سنت جورج، میدان هانوفر ازدواج کرد. این زوج سه فرزند به نام‌های اگنس آلفردا (به نام «آگی»، متولد ۱۸۷۹)، آلفرد هارولد (متولد ۱۸۸۰) و ویلیام ادوارد متولد ۱۸۸۲) داشتند. دختر اتل به عنوان یکی از اعضا خانواده بزرگ شد و در زمانی اگنس نام دوم خود را به برتا تغییر داد.